# Kreis Oron
| Kreis Oron           | Kreis Oron         |
| Basisdaten           | Basisdaten         |
| -------------------- | ------------------ |
| Staat:               | Schweiz            |
| Kanton:              | Waadt (VD)         |
| Bezirk:              | Oron               |
| Hauptort:            | Oron-la-Ville      |
| Fläche:              | 39,14 km²          |
| Einwohner:           | 8'110 (31.12.2023) |
| Bevölkerungsdichte:  | 207 Einw. pro km²  |
| Aufgehoben am:       | 31. Dezember 2006  |
| Karte                |                    |
| Karte von Kreis Oron |                    |

Der Kreis Oron (französisch Cercle d'Oron) war bis zum 31. August 2006 eine Verwaltungseinheit des Bezirks Oron im Kanton Waadt in der Schweiz. Sitz des Kreisamtes war Oron-la-Ville.
Der Kreis umfasste 14 Gemeinden und war 39,14 km² gross. Die Gemeinden des ehemaligen Kreises zählten Ende 2023 8'110 Einwohner.
| Wappen             | Name der Gemeinde  | Einwohner (31. Dezember 2023) | Fläche in km² | Einw. pro km² |
| ------------------ | ------------------ | ----------------------------- | ------------- | ------------- |
| Bussigny-sur-Oron  | Bussigny-sur-Oron  | 77                            | 1,17          | 66            |
| Châtillens         | Châtillens         | 492                           | 2,11          | 233           |
| Chesalles-sur-Oron | Chesalles-sur-Oron | 189                           | 2,00          | 95            |
| Ecoteaux           | Ecoteaux           | 356                           | 3,55          | 100           |
| Essertes           | Essertes           | 396                           | 1,66          | 239           |
| Ferlens            | Ferlens            | 331                           | 2,18          | 152           |
| Les Tavernes       | Les Tavernes       | 130                           | 2,29          | 57            |
| Les Thioleyres     | Les Thioleyres     | 213                           | 1,93          | 110           |
| Maracon            | Maracon            | 567                           | 4,38          | 129           |
| Oron-la-Ville      | Oron-la-Ville      | 1'438                         | 3,11          | 462           |
| Oron-le-Châtel     | Oron-le-Châtel     | 293                           | 1,26          | 233           |
| Palézieux          | Palézieux          | 1'326                         | 5,77          | 230           |
| Servion            | Servion            | 2'174                         | 6,32          | 344           |
| Vuibroye           | Vuibroye           | 128                           | 1,41          | 91            |
| Total (14)         | Total (14)         | 8'110                         | 39,14         | 207           |